# Resolució 992 del Consell de Seguretat de les Nacions Unides
La Resolució 992 del Consell de Seguretat de les Nacions Unides fou adoptada per unanimitat l'11 de maig de 1995. Després de reafirmar totes les resolucions sobre la situació a l'antiga Iugoslàvia, inclosa la Resolució 820 (1993), el Consell va adreçar llibertat de navegació al riu Danubi.
El Consell de Seguretat desitjava l'accés marítim sense obstacles al Danubi. Es van plantejar les preocupacions relatives a les tarifes il·legals imposades a vaixells estrangers que transiten el Danubi en el territori de Sèrbia i Montenegro. Als Estats se'ls va recordar les seves obligacions en la Resolució 757 (1992) de no permetre fons disponibles a Sèrbia i Montenegro i que poguessin presentar pel reemborsament dels peatges imposats il·legalment als seus vaixells. Es va observar que els vaixells de propietat o registrats a Sèrbia i Montenegro estaven al marge esquerre del banc del Danubi mentre es realitzaven reparacions a la part dreta del banc. En aquest sentit, es va reconèixer que això requeriria una exempció de les disposicions de la Resolució 820.
Actuant sota el Capítol VII de la Carta de les Nacions Unides, es va decidir que els vaixells de Sèrbia i Montenegro poguessin utilitzar les rescloses romaneses a la riba esquerra del Danubi. La resolució actual entraria en vigor una vegada que el Comitè establert a la Resolució 724 (1991) es va mostrar satisfet de que es completessin les reparacions de bloqueig del sistema Iron Gates I del costat dret del banc. La resolució romandria vigent durant un període inicial de 60 dies.
Es va demanar a Romania que supervisés l'ús de les rescolses i, si fos necessari, inspeccionés els vaixells i la seva càrrega, per assegurar-se que cap mercaderia no es carregués ni descarregués durant el pas dels vaixells a través de les panys del sistema Iron Gates I. Es podria denegar l'accés a qualsevol vaixell que incompleixi les resolucions del Consell de Seguretat. Les excepcions es cancel·larien el tercer dia hàbil si s'informava de violacions, llevat que el Consell decidís el contrari.